# Amtsbezirk Žeimiai

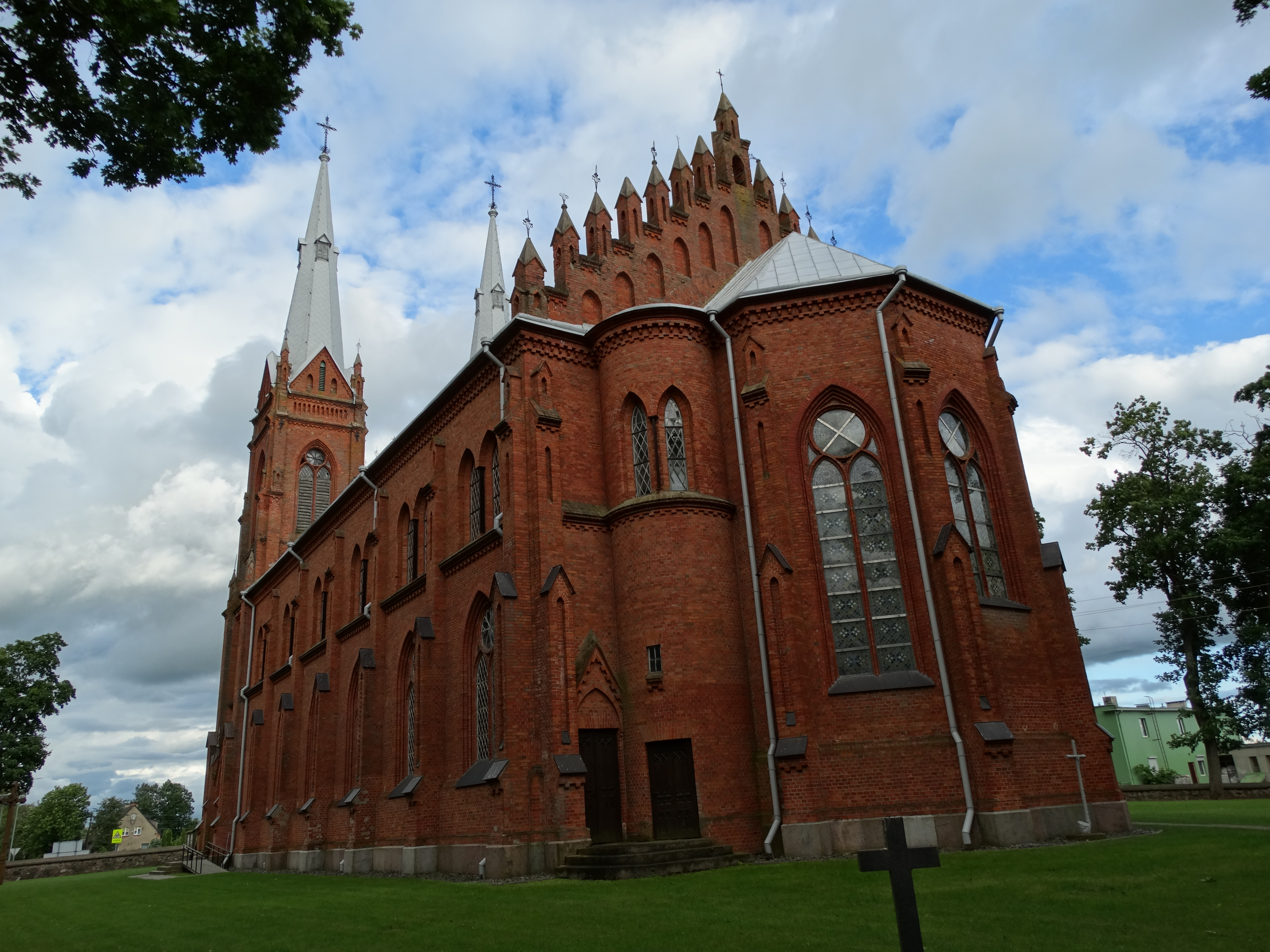
Kirche Žeimiai

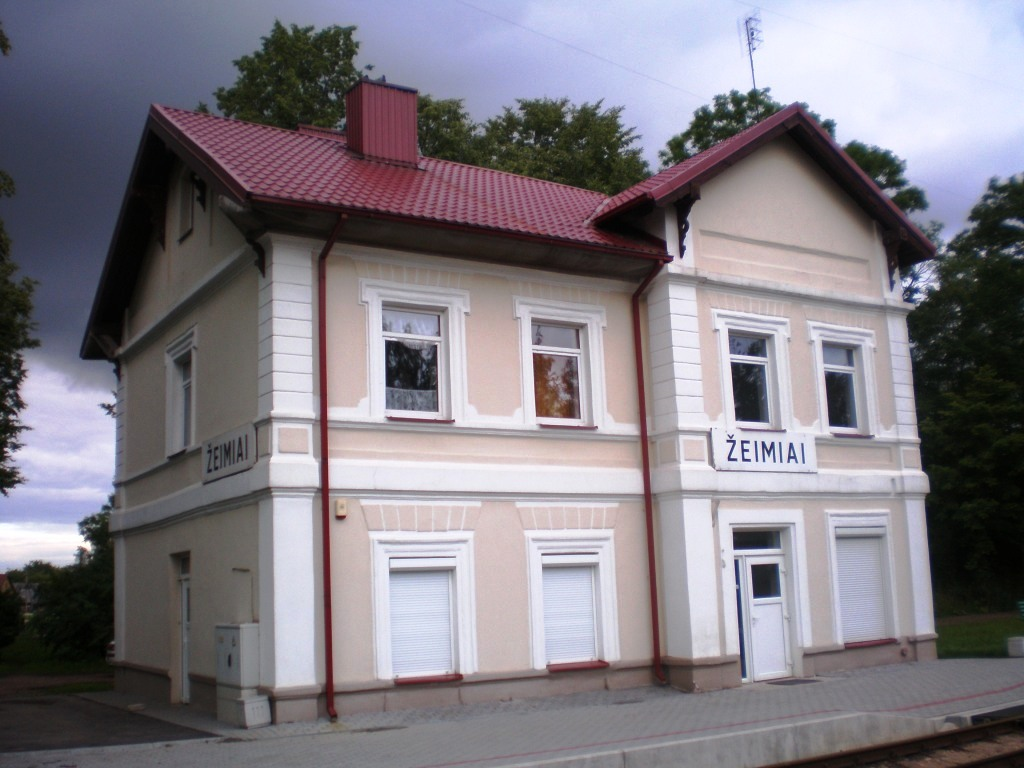
Bahnhof Žeimiai

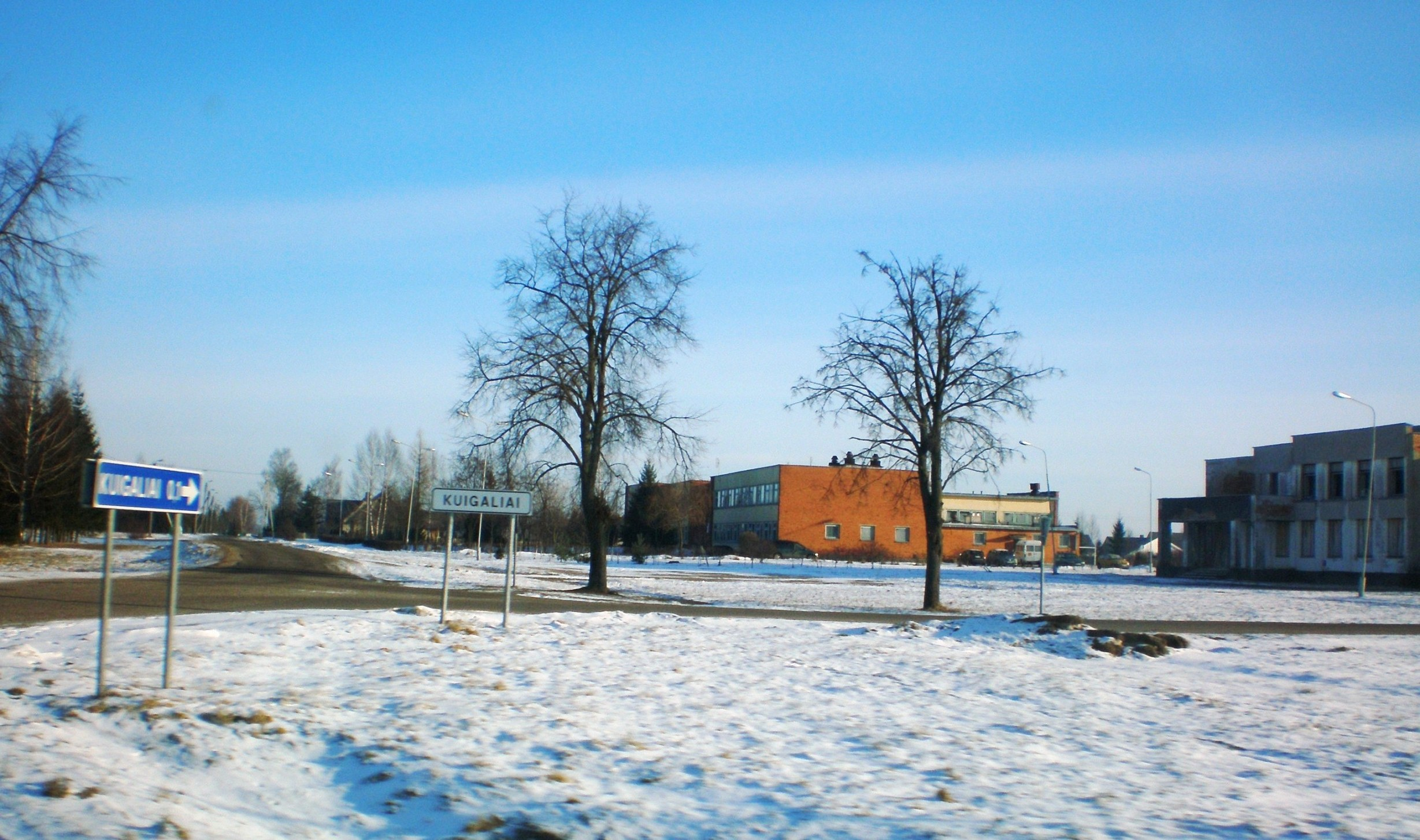
Dorf Kuigaliai

Der Amtsbezirk Žeimiai (lit. Žeimių seniūnija) ist ein Amtsbezirk mit 33 Dörfern und 2238 Einwohnern (Stand 2011) an der Širvinta, in der Rajongemeinde Jonava, nordwestlich von Jonava im Bezirk Kaunas in Litauen. Das Territorium beträgt 152 km². Das Zentrum des Amtsbezirks ist das miestelis (Städtchen) Žeimiai.

## Leitung
- Leiter: Faustas Pilipavičius
- Stellv. Leiterin: Danutė Šeškienė

## Unteramtsbezirke
Seit 2009 gibt es 5 Unteramtsbezirke (seniūnaitija):
- Unteramtsbezirk Juškonys (493 Einwohner) mit diesen Dörfern: Mitėniškiai, Normainiai, Normainėliai, Normainiai II, Naujokai, Drobiškiai, Pauliukai, Juškonys
- Unteramtsbezirk Kuigaliai (451 E.) mit zwei Dörfern: Kuigaliai und Juljanava
- Unteramtsbezirk Naujasodis (176 E.) mit den Dörfern: Naujasodis, Barsukinė, Skrynios, Milašiškiai, Terespolė
- Dörfischer Unteramtsbezirk Žeimiai (565 E.) mit den Dörfern Palankesiai, Martyniškis, Žieveliškiai, Akliai, Žeimių gst. und Straßen Naujakurių, Blauzdžių, Sodų, Gegužės 1-osios, Svolkenių.
- Unteramtsbezirk Städtchen Žeimiai (788 E.) mit diesen Straßen: Kauno, Pylimo, Kolūkiečių, Jonavos, Mokyklos, Rožių, Parko, Ateities, Draugystės, Šviesos.